# Villarsel-sur-Marly
Villarsel-sur-Marly är en ort och kommun i distriktet Sarine i kantonen Fribourg, Schweiz. Kommunen hade 74 invånare (2023).